# Плотников, Александр Константинович (генерал)
Александр Константинович Плотников (1909—1975) — генерал-майор Советской Армии, участник Великой Отечественной войны.

## Биография
Родился в 1909 году в селе Сосновка (ныне — Нижегородская область). В 1931 году он был призван на службу в Рабоче-Крестьянскую Красную Армию.
В годы Великой Отечественной войны служил начальником политотделов сначала 247-й стрелковой дивизии, а затем 11-й гвардейской стрелковой дивизии. Лично участвовал в боевых действия, два раза был ранен. Участвовал в боях на Западной Двине, боях на территории Калининской, Смоленской и Калужской областей, битве за Москву, Курской битве, освобождении Белорусской ССР, Прибалтики, Польши.
После окончания войны продолжил службу в Советской Армии. Вышел в отставку в звании гвардии генерал-майора. Проживал в Москве. Скончался в 1975 году, похоронен на Введенском кладбище (29 уч.).

Могила Плотникова на Введенском кладбище Москвы.

## Награды
- орденом Ленина,
- орденами Красного Знамени (трижды),
- орденом Отечественной войны 1-й степени,
- орденами Красной Звезды (трижды),
- медали.
- звание Почётного гражданина города Старица,
- звание Почётного гражданина Старицкого района Тверской области[2].